# Ribbink, Van Bork & Co

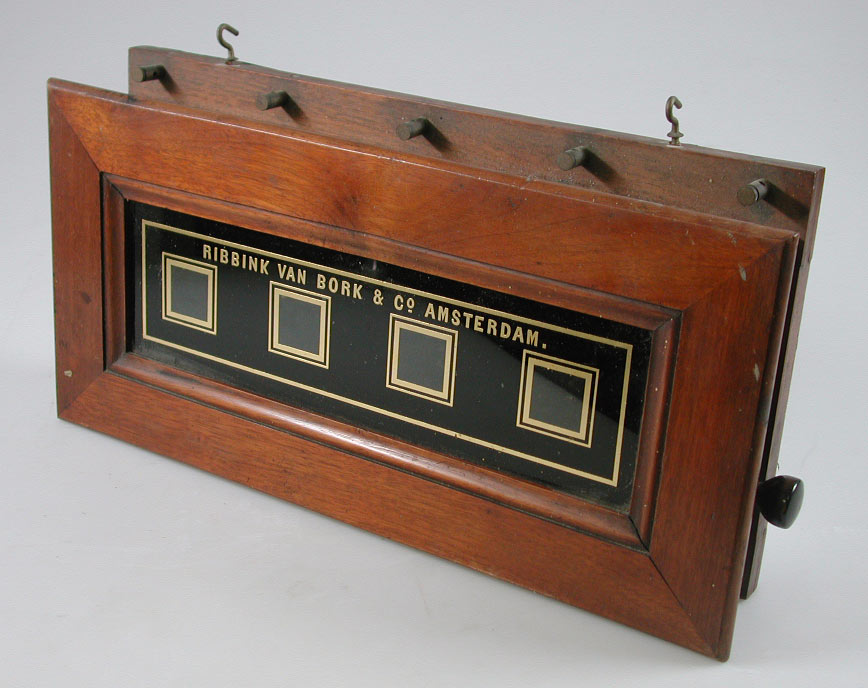
Elektrisch schellenbord van Ribbink, Van Bork & Co, 1899

Ribbink, Van Bork & Co was tussen 1885 en 1919 de tweede grote particuliere telefoonmaatschappij in Nederland.
Het bedrijf legde in totaal elf lokale telefoonnetwerken aan en exploiteerde die, later onder de naam NV Algemene Telephoonmaatschappij (ATM).
Rond 1880 vestigden Gerrit Ribbink (geb. 1850) en de broers Jan Bartholomeus (geb. 1853) en Willem van Bork (geb. 1860) een  "Stoomfabriek van Elektrische Toestellen" in de Spuistraat te Amsterdam. Ze werden onder meer de "elektriciens" van het Marine Etablissement Amsterdam.
Vanaf 1881 legde de Nederlandse dochteronderneming van de Bell Telephone Company, de Nederlandsche Bell-Telephoon Maatschappij (NBTM) in de grote steden telefoonnetten aan. Maar met Leeuwarden kwam de NBTM in twee jaar onderhandelen niet tot overeenstemming, en in 1884 vroeg de Friese hoofdstad andere bedrijven om naar de opdracht te dingen. De keus tussen twee gegadigden viel daarna op Ribbink & Van Bork, dat het net aanlegde. Op 3 oktober 1885 werd met de exploitatie begonnen. In de Leeuwarder Courant kondigde de firma aan dat er een geregelde telefoondienst van zeven uur ‘s morgens tot elf uur ‘s avonds onderhouden zou worden, terwijl de abonnees ‘s nachts verbonden waren met de politie. De telefooncentrale stond op de zolder van het politiebureau.
Onder dezelfde formule volgden andere plaatsen, zoals Deventer (1886), Middelburg (1886), 's-Hertogenbosch (1886), Tilburg (1890), Vlissingen (1891) en Zwolle. Voor het interlokaal verbinden van deze netten kreeg het bedrijf echter geen vergunning omdat het Rijk één interlokaal netwerk wilde met één beheerder. Voorlopig was dat de NBTM, die echter alleen de eigen netwerken met elkaar verbond.
In 1895 beheerde de firma, die inmiddels kantoor hield op Keizersgracht 60 in Amsterdam, tien lokale netwerken. In dat jaar stagneerden de particuliere initiatieven doordat de gemeenten Amsterdam, Rotterdam en Arnhem de concessies van de NBTM niet verlengden en zelf de exploitatie van het telefoonnet overnamen. 
De Tweede Kamer debatteerde in die dagen over de vraag of de telefoon een overheidstaak zou moeten worden. Op 1 oktober 1897 nam  het Rijk de aanleg van interlokale verbindingen over. In het volgende jaar werd een wetsontwerp ingediend voor de aanleg van een secundair interlokaal netwerk buiten de Randstad. De Tweede Kamer verwierp deze wet  uit vrees voor een marginalisatie van de plaatsen die niet in de plannen waren opgenomen.
In dezelfde periode hield de gemeenteraad van Leeuwarden de verlenging van de concessie met nog eens vijftien jaar vanaf 1900 voor Ribbink & Van Bork tegen, omdat er in het kleine netwerk geen vooruitgang zat. Er was een vicieuze cirkel ontstaan van onvoldoende zekerheid en groeimogelijkheden voor het particuliere bedrijf enerzijds en ontevredenheid bij overheid en burgers over de beperkingen van de telefoondienst anderzijds.
In 1904 werd de nieuwe Telegraaf- en Telefoonwet door het parlement aangenomen. In dat jaar werd ook het elfde en laatste lokale net door de ATM aangelegd in Kampen. Daarna was de enige uitbreiding de aanleg als eerste in de jaren 1910 van kerktelefoons, bijvoorbeeld in de omgeving van Zwolle en Goes.
Tussen 1913 en 1919 nam de rijksoverheid alle lokale telefoonnetten over, en in 1915 werd de Administratie der Posterijen en Telegrafieën opgericht, het latere staatsbedrijf der PTT.